# بل (نور)
بل، روستایی است از توابع بخش بلده شهرستان نور در استان مازندران ایران.

## جمعیت
این روستا در دهستان شیخ فضل‌الله نوری قرار دارد و براساس سرشماری مرکز آمار ایران در سال 1395، جمعیت بومی آن 88 نفر (38خانوار) بوده‌است. مردم این روستا به زبان مازندرانی صحبت میکنند.